# Cricotopus pallidipes
Cricotopus pallidipes är en tvåvingeart som beskrevs av Edwards 1929. Cricotopus pallidipes ingår i släktet Cricotopus och familjen fjädermyggor. Arten har ej påträffats i Sverige. Inga underarter finns listade i Catalogue of Life.